# Сотелинью-да-Рая
Сотели́нью-да-Ра́я (порт. Soutelinho da Raia)  —  район (фрегезия) в Португалии,  входит в округ Вила-Реал. Является составной частью муниципалитета  Шавеш. По старому административному делению входил в провинцию Траз-уш-Монтиш и Алту-Дору. Входит в экономико-статистический  субрегион Алту-Траз-уш-Монтиш, который входит в Северный регион. Население составляет 192 человека на 2001 год. Занимает площадь 7,24 км².
Покровителем района считается Антоний Падуанский (порт. Santo António). 

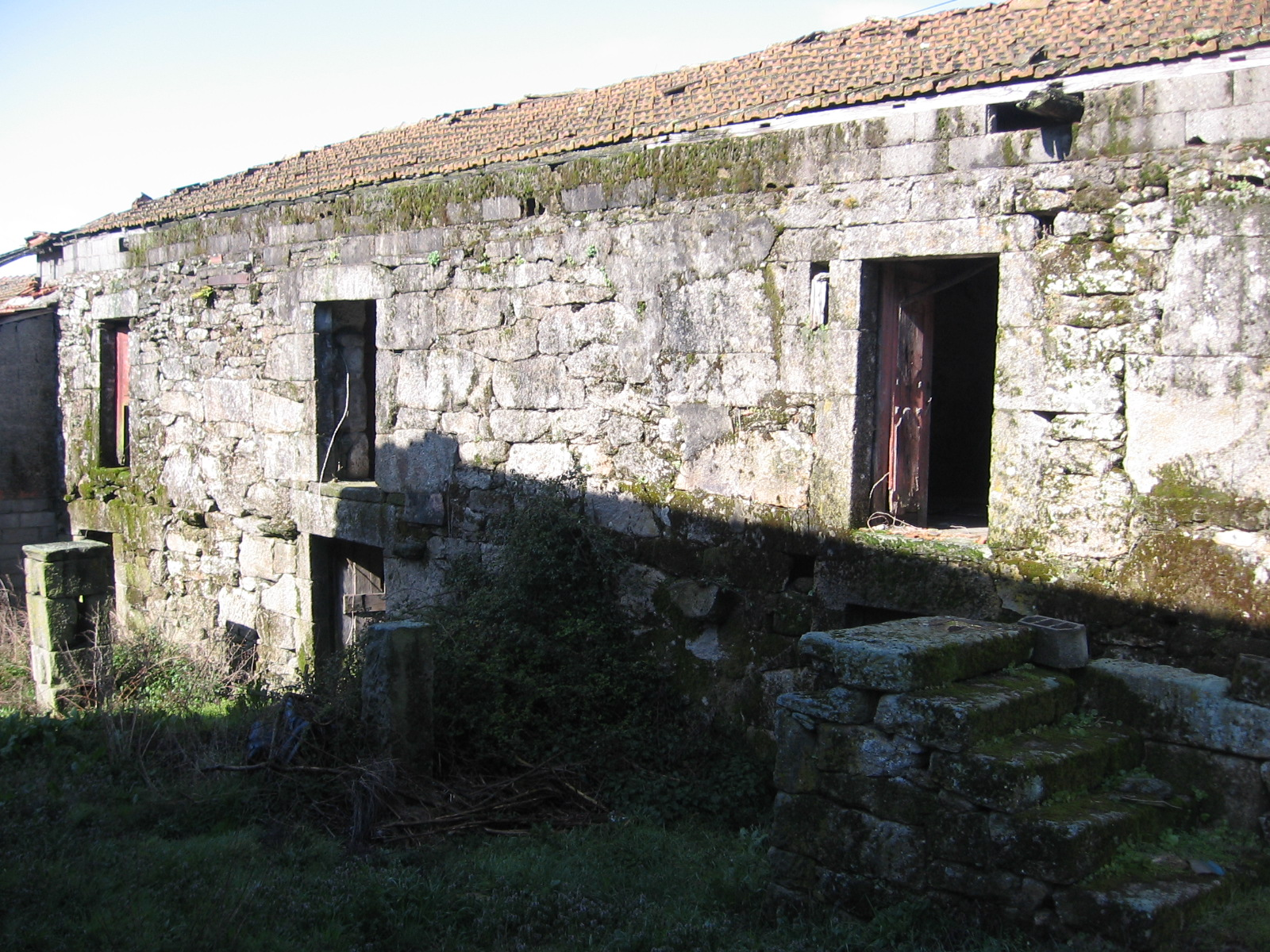